# Jeleniec (Góry Bardzkie)
Jeleniec (747 m n.p.m.) – wzniesienie w południowo-zachodniej Polsce, w paśmie Gór Bardzkich, w Sudetach Środkowych.

## Położenie
Wzniesienie położone jest w Sudetach Środkowych, w środkowej części Grzbietu Wschodniego Gór Bardzkich, na małym ramieniu odchodzącym od grzbietu głównego w kierunku wschodnim. Wznosi się około 5,4 km na południe od centrum Barda.

## Charakterystyka
Wzniesienie o niewyraźnie zaznaczonym wierzchołku o stromo opadających południowo-wschodnich i północno-zachodnich zboczach, stanowiące niższą słabo zaznaczoną kulminację Gajnika. Wyrasta na południowy wschód od niego, w postaci małego, wydłużonego, wąskiego wzniesienia w krótkim ramieniu odchodzącym na wschód od głównego Grzbietu Wschodniego, ciągnącego się od Kłodzkiej Góry w stronę Przełęczy Łaszczowa. Położenie góry, między  Gajnikiem i wzniesieniem Szeroka, oraz mało wyniesiony prawie płaski wierzchołek, czynią górę trudno rozpoznawalną w terenie.

## Budowa geologiczna
Zbudowane jest z dolnokarbońskich szarogłazów i łupków ilastych, należących do struktury bardzkiej.

## Roślinność
Cały szczyt i zbocza porastają rozległe lasy głównie świerkowe i świerkowo-bukowe, z domieszką innych gatunków drzew liściastych. Zbocza poniżej szczytu trawersuje kilka leśnych dróżek.

## Inne
- Na północ od szczytu położona jest miejscowość Bardo.
- Wcześniej wzniesienie nosiło nazwy: Hirsch - Koppe, Sarniak[1].

## Turystyka
Około 400 m na zachód od szczytu wzniesienia przebiega szlak turystyczny:
- – niebieski z Barda przez Kłodzką Górę do Przełęcz Kłodzką i dalej[1].